# 12509 Pathak
A 12509 Pathak (ideiglenes jelöléssel 1998 FY117) a Naprendszer kisbolygóövében található aszteroida. A LINEAR projekt keretében fedezték fel 1998. március 31-én.